# 瓦迪肖卡
瓦迪肖卡是位於阿拉伯联合酋长国拉斯海瑪酋長國哈傑爾山脈的一条季节性水道。瓦迪肖卡周圍是一个农业区。當地有肖卡大壩。2001年，扎耶德·本·蘇爾坦·阿勒納哈揚下令建造肖卡大坝。大坝的容量为275,000立方米，高度为13米，长度为107米，被认为是阿联酋最大的水坝之一。

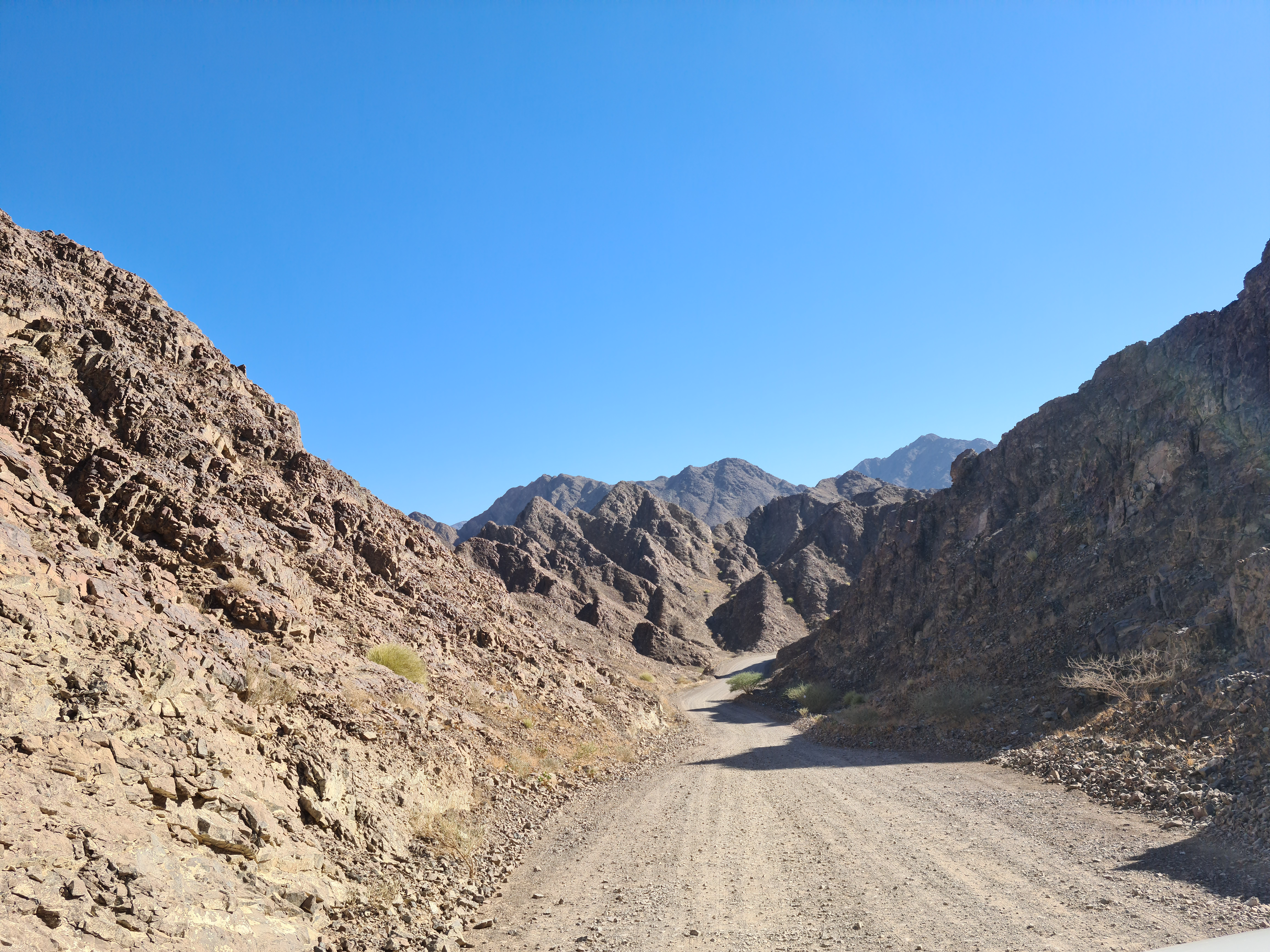
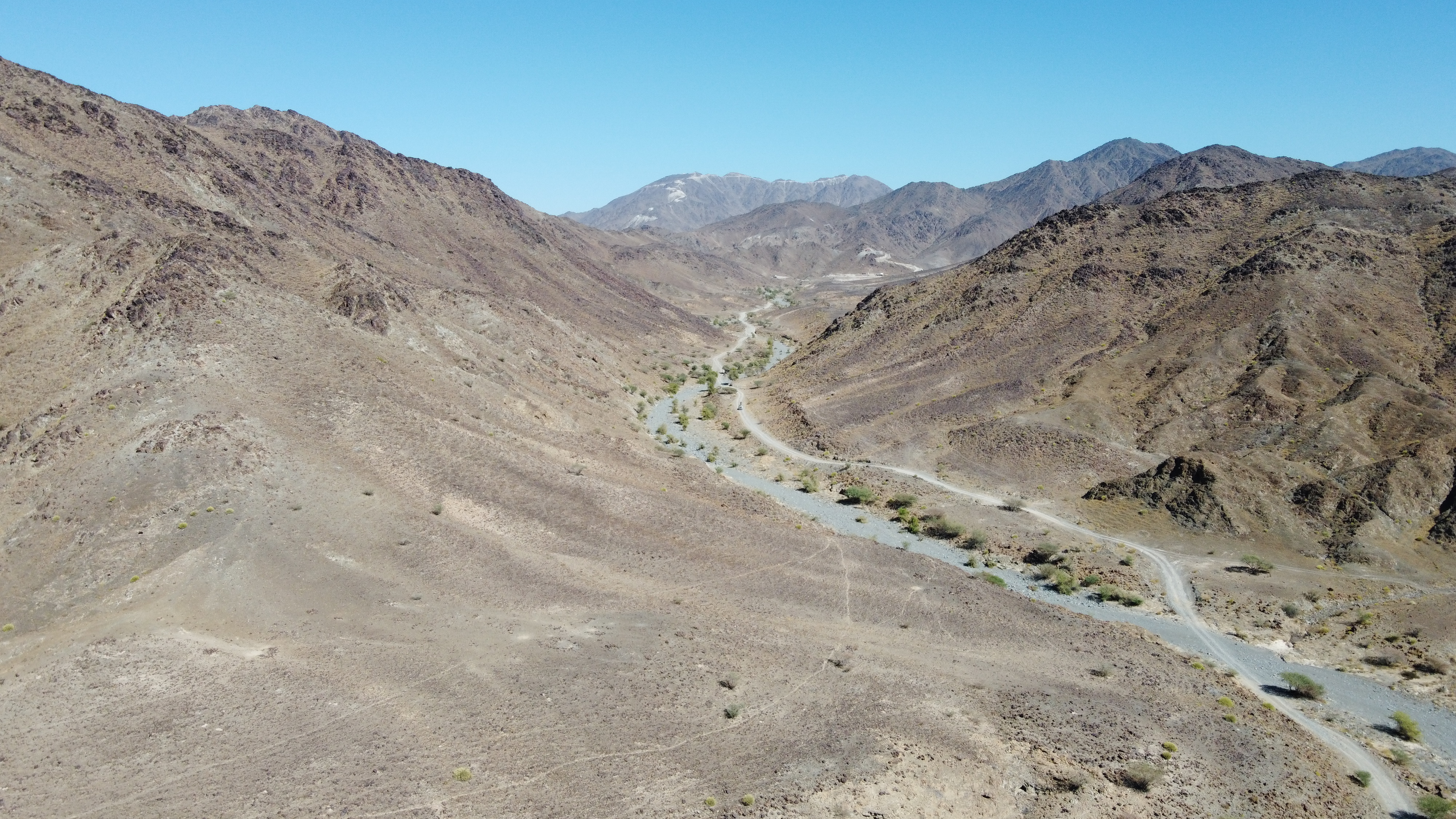